# Mietelnik piaskowy
Mietelnik piaskowy (Bassia laniflora (S.G.Gmel.) A.J.Scott) – gatunek rośliny z rodziny szarłatowatych. Występuje w południowej, środkowej i wschodniej Europie oraz w zachodniej i środkowej Azji.
W Polsce jest gatunkiem rzadkim; rośnie głównie w dolinach: środkowej Wisły oraz Bugu.

## Morfologia

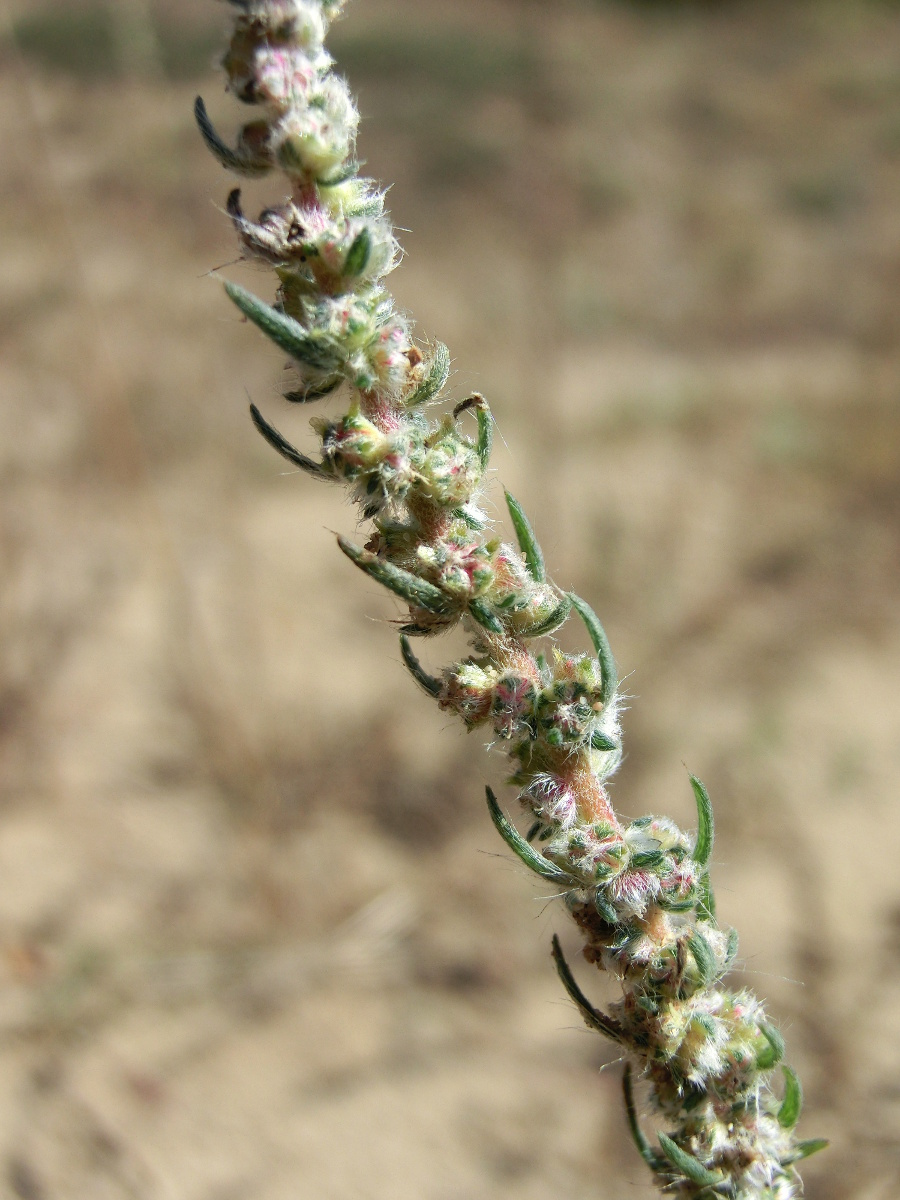

ŁodygaSrebrzysto owłosiona, rozgałęziona, o wysokości 15–70 cm.
LiścieSrebrzysto owłosione, nitkowate, z bruzdą na dolnej stronie.
KwiatyZebrane w 1–3-kwiatowe kłębiki w kątach podsadek, te z kolei zebrane w ulistnione kłosy. Okwiat owłosiony. Skrzydełka okwiatu duże, przejrzyste, cienkie, dłuższe od jego średnicy, rombowe lub łopatkowate. Słupek spłaszczony z góry.
OwocOrzeszek.

## Biologia i ekologia

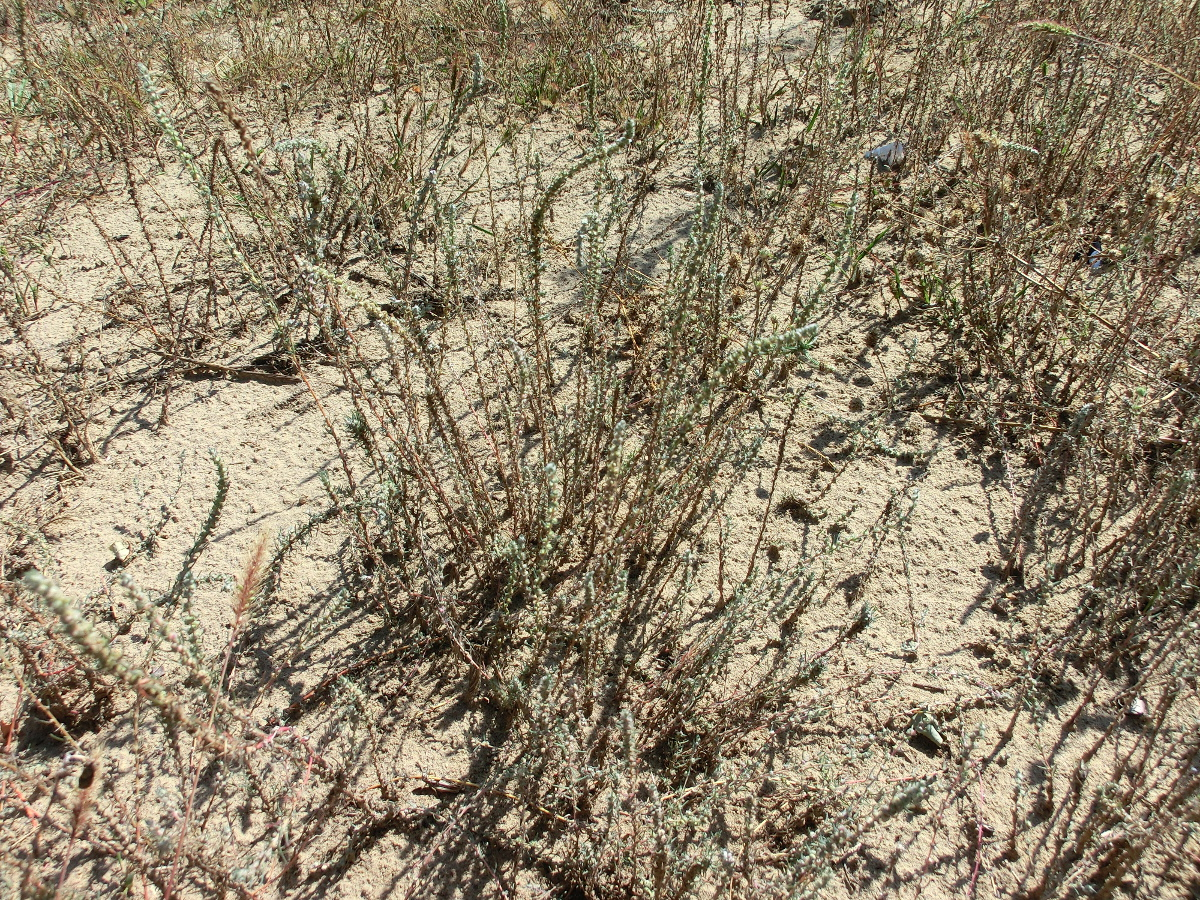
Pokrój roślin

Roślina jednoroczna. Kwitnie od lipca do września. Rośnie na piaskach nadrzecznych. Liczba chromosomów 2n =18. Gatunek charakterystyczny śródlądowych muraw napiaskowych ze związku Koelerion glaucae oraz zespołu Kochietum arenariae.

## Zagrożenia i ochrona
Roślina umieszczona na polskiej czerwonej liście w kategorii EN zagrożony.